# 1. deild kvinnur Wysp Owczych
1. Deild (1. Liga czasem 1.Deild kvinnur, czyli 1. Liga kobieca) – najwyższa w hierarchii rozgrywek ligowych klasa rozgrywek na Wyspach Owczych w piłce nożnej kobiet. Choć Wyspy Owcze są częścią Królestwa Danii, dla organizacji FIFA i UEFA stanowią odrębny podmiot, stąd odrębna liga, związana zarówno z FIFA, jak i UEFA. Co roku swe mecze rozgrywa tam 6 drużyn z różnych miejscowości na archipelagu. Ostatnia zostaje zdegradowana do niższej ligi, natomiast pierwsza dostaje szansę gry w Lidze Mistrzów UEFA Kobiet. Ze względu na trudne warunki pogodowe w zimie, nie rozgrywa się meczów w kolejkach letnich i zimowych. Sezon trwa w jednym roku, od końca marca lub początku kwietnia do września. Każda drużyna rozgrywa po dwadzieścia spotkań, co daje po cztery mecze z każdym z pozostałych klubów piłkarskich. Rozgrywkami zarządza, powstały w 1979 roku, Związek Piłkarski Wysp Owczych.

## Historia
Pierwsza liga kobiet na Wyspach Owczych rozpoczęła swą działalność w roku 1985, na zupełnie odmiennych zasadach, niż to ma miejsce obecnie. Grało wtedy trzynaście drużyn w dwóch grupach, przy czym GÍ Gøta wystawił wtedy dwa składy – a i b. Dwie najlepsze drużyny, czyli B36 Tórshavn i HB Tórshavn rozegrały w stolicy Wysp Owczych finał, który został wygrany 2-1 przez pierwszy z tychże klubów, co sprawiło, że stał się on pierwszym w historii mistrzem archipelagu w piłce nożnej kobiet. Utworzenie w pierwszym sezonie tychże dwóch grup dało możliwość wytworzenia się dwóch lig żeńskich na Wyspach Owczych. Do pierwszej z nich weszło osiem klubów, które zajęły od czwartego miejsca wzwyż, a do drugiej pozostałe. Zadecydowano, że dwa ostatnie z nich będą spadać do ligi niższej. Pierwszymi spadkowiczami, w 1986 rok były zawodniczki SÍF Sandavágur i MB Miðvágur. W roku 1995 wprowadzono regułę trzypunktową, według której drużyny za zwycięstwo, zamiast dwóch, zdobywają trzy punkty.
Podobny system utrzymał się do roku 1999. W rozgrywkach uczestniczyć miało osiem drużyn, jednak często zdarzało się, że dany skład rezygnował z uczestnictwa (1987, 1994, 1996, 1998). Szybko też zrezygnowano z degradowania dwóch drużyn do niższej ligi – od 1987 tylko jedna odpadała z rozgrywek. W roku 1999 postanowiono wprowadzić jedynie sześć drużyn do rozgrywek, jednak ostatecznie nie zagrało w nich nawet tyle zespołów – EB/Streymur oraz LÍF Leirvík zrezygnowały z uczestnictwa, przez co zostały zdegradowane do niższej ligi. Na krótko, bo jedynie w roku 1997 wprowadzono baraże o pozostanie w lidze przedostatniego miejsca, w ten sposób miejsce w lidze wywalczył sobie klub NSÍ Runavík, który pomimo przegranej w pierwszym meczu 2-4, wygrał 3-0 w drugim z B68 Toftir.
Po wprowadzeniu sześciu drużyn, na krótko, w roku 2000 wprowadzono zasadę degradacji dwóch klubów. Data ta jest także rokiem rozpoczęcia dominacji w ligowej tabeli klubu KÍ Klaksvík, który od tamtej pory co roku zdobywa mistrzostwo archipelagu. Reguły gry zmieniały się jednak jeszcze kilkukrotnie. W roku 2003 do rozgrywek dopuszczono dziewięć drużyn, i zdecydowano o zniesieniu systemu degradacji. W 2004, poprzez połączenie GÍ Gøta i B68 Toftir wystąpić miało osiem drużyn, jednak HB Tórshavn oraz SÍ Sumba zrezygnowały z gry, przez co zostały przeniesione do drugiej ligi. Sezon 2005 rozegrano według poprzednich ustaleń, jednak postanowiono od nich odejść już w roku 2006, kiedy wprowadzono do rozgrywek osiem drużyn ponownie. Cztery najlepsze zostały awansowane do rozegranie meczów play-off, które miały wyłonić zwycięzcę, a cztery najgorsze w takich, które miały wyłonić drużynę degradowaną do niższej ligi.
W roku 2007, ponownie rozgrywano mecze pomiędzy sześcioma drużynami, jednak zawodniczki NSÍ Runavík zostały wyrzucone z rywalizacji po osiemnastej kolejce, a ich wyniki anulowane. Od tamtej pory do niższej ligi spada tylko jedna drużyna.

## Zwycięzcy
| - 1985 – B36 Tórshavn - 1986 – HB Tórshavn - 1987 – B36 Tórshavn - 1988 – HB Tórshavn - 1989 – HB Tórshavn - 1990 – Skála ÍF - 1991 – ÍF Fuglafjørður - 1992 – Skála ÍF - 1993 – HB Tórshavn - 1994 – HB Tórshavn - 1995 – HB Tórshavn | - 1996 – B36 Tórshavn - 1997 – KÍ Klaksvík - 1998 – B36 Tórshavn - 1999 – HB Tórshavn - 2000 – KÍ Klaksvík - 2001 – KÍ Klaksvík - 2002 – KÍ Klaksvík - 2003 – KÍ Klaksvík - 2004 – KÍ Klaksvík - 2005 – KÍ Klaksvík - 2006 – KÍ Klaksvík | - 2007 – KÍ Klaksvík - 2009 – KÍ Klaksvík - 2009 – KÍ Klaksvík - 2010 – KÍ Klaksvík - 2011 – KÍ Klaksvík - 2012 – KÍ Klaksvík - 2013 – KÍ Klaksvík - 2014 – KÍ Klaksvík - 2015 – KÍ Klaksvík - 2016 – KÍ Klaksvík - 2017 – EB/Streymur/Skála ÍF |

Dotychczas na Wyspach Owczych odbyło się 30 edycji pierwszej ligi kobiecej, od roku 1985 do 2014. Mistrzami Wysp Owczych zostawały kluby:
| LP | Klub                 | Miejscowość     | Wyspa             | L.mistrz. |
| -- | -------------------- | --------------- | ----------------- | --------- |
| 1. | KÍ Klaksvík          | Klaksvík        | Borðoy            | 18        |
| 2. | HB Tórshavn          | Tórshavn        | Streymoy          | 7         |
| 3. | B36 Tórshavn         | Tórshavn        | Streymoy          | 4         |
| 4. | Skála ÍF             | Skáli           | Eysturoy          | 2         |
| 5. | EB/Streymur/Skála ÍF | Streymnes/Skáli | Streymoy/Eysturoy | 1         |
| 5. | ÍF Fuglafjørður      | Fuglafjørður    | Eysturoy          | 1         |

## Tabela wszech czasów
Stan na koniec sezonu 2017. Tabela zawiera informacje od 1985 roku.
Źródła:
- 1. deild kvinnur. FaroeSoccer.com. [dostęp 2015-04-21].
- Faroe Islands - List of Women Final Tables 1985-1999. RSSSF. [dostęp 2015-04-21].

| Lp. | Nazwa klubu                    | Sezony | SO | Tytuły mistrza ligi | M   | Pkt  | Z   | Z3  | R  | P   | B+   | B–  | +/–   |
| --- | ------------------------------ | ------ | -- | ------------------- | --- | ---- | --- | --- | -- | --- | ---- | --- | ----- |
| 1   | KÍ Klaksvík                    | 33     | 33 | 18                  | 531 | 1171 | 395 | 332 | 49 | 87  | 2169 | 567 | +1602 |
| 2   | B36 Tórshavn1                  | 30     | 2  | 4                   | 495 | 774  | 267 | 187 | 53 | 155 | 1181 | 659 | +522  |
| 3   | HB Tórshavn                    | 27     | 7  | 7                   | 430 | 686  | 244 | 149 | 49 | 137 | 1194 | 708 | +486  |
| 4   | AB Argir1                      | 13     | 0  | 0                   | 227 | 309  | 95  | 95  | 24 | 108 | 462  | 544 | -82   |
| 5   | Skála ÍF2                      | 17     | 0  | 2                   | 269 | 287  | 98  | 58  | 33 | 138 | 438  | 690 | -252  |
| 6   | EB/Streymur/Skála ÍF2          | 5      | 5  | 1                   | 98  | 230  | 73  | 73  | 11 | 14  | 345  | 88  | +257  |
| 7   | GÍ Gøta3                       | 13     | 0  | 0                   | 192 | 204  | 72  | 37  | 23 | 97  | 327  | 457 | -130  |
| 8   | EB Eiði2                       | 13     | 0  | 0                   | 172 | 155  | 57  | 10  | 31 | 84  | 212  | 324 | -112  |
| 9   | ÍF Fuglafjørður3               | 12     | 0  | 1                   | 174 | 152  | 62  | 11  | 17 | 95  | 271  | 409 | -138  |
| 10  | VB Vágur4                      | 8      | 0  | 0                   | 104 | 149  | 54  | 26  | 15 | 35  | 239  | 153 | +86   |
| 11  | EB/Streymur2                   | 9      | 0  | 0                   | 148 | 114  | 32  | 32  | 18 | 98  | 188  | 475 | -287  |
| 12  | Víkingur Gøta3                 | 5      | 0  | 0                   | 96  | 110  | 32  | 32  | 14 | 50  | 140  | 255 | -115  |
| 13  | NSÍ Runavík3                   | 7      | 0  | 0                   | 90  | 83   | 28  | 21  | 8  | 54  | 146  | 251 | -105  |
| 14  | B68 Toftir3                    | 5      | 2  | 0                   | 76  | 78   | 24  | 24  | 6  | 46  | 115  | 246 | -131  |
| 15  | LÍF Leirvík3                   | 4      | 0  | 0                   | 48  | 68   | 21  | 18  | 8  | 19  | 102  | 106 | -4    |
| 16  | ÍF Fuglafjørður/Víkingur Gøta3 | 4      | 4  | 0                   | 80  | 68   | 20  | 20  | 8  | 52  | 86   | 270 | -184  |
| 17  | SÍ Sumba4                      | 11     | 0  | 0                   | 130 | 56   | 18  | 3   | 17 | 95  | 76   | 395 | -319  |
| 18  | Sumba/VB4                      | 1      | 0  | 0                   | 21  | 22   | 6   | 6   | 4  | 11  | 31   | 32  | -1    |
| 19  | SÍF Sandavágur5                | 2      | 0  | 0                   | 25  | 20   | 9   | 0   | 2  | 14  | 53   | 56  | -3    |
| 20  | GÍ Gøta/B68 Toftir3            | 1      | 0  | 0                   | 10  | 15   | 5   | 5   | 0  | 5   | 26   | 52  | -26   |
| 21  | SÍ Sørvágur5                   | 1      | 0  | 0                   | 20  | 14   | 4   | 4   | 2  | 14  | 24   | 50  | -26   |
| 22  | B68 Toftir/NSÍ Runavík3        | 3      | 0  | 0                   | 38  | 14   | 3   | 3   | 5  | 30  | 24   | 128 | -104  |
| 23  | MB Miðvágur5                   | 4      | 0  | 0                   | 60  | 14   | 4   | 0   | 6  | 50  | 38   | 249 | -211  |
| 24  | FS Vágar5                      | 2      | 0  | 0                   | 26  | 12   | 3   | 3   | 3  | 20  | 24   | 134 | -110  |
| 25  | FS Vágar 20045                 | 1      | 0  | 0                   | 20  | 7    | 1   | 1   | 4  | 15  | 19   | 67  | -48   |
| 26  | B71 Sandoy                     | 3      | 0  | 0                   | 18  | 6    | 2   | 2   | 0  | 16  | 15   | 78  | -63   |
| 27  | TB Tvøroyri                    | 1      | 0  | 0                   | 10  | 2    | 1   | 0   | 0  | 9   | 6    | 29  | -23   |
| 28  | VB/Sumba4                      | 1      | 0  | 0                   | 19  | 1    | 0   | 0   | 1  | 18  | 11   | 89  | -78   |
| 29  | AB Argir/B36 Tórshavn1         | 1      | 0  | 0                   | 20  | 1    | 0   | 0   | 1  | 19  | 9    | 106 | -97   |
| 30  | FC Suðuroy4                    | 1      | 0  | 0                   | 18  | 1    | 0   | 0   | 1  | 17  | 5    | 110 | -105  |
| 31  | GÍ II Gøta3                    | 1      | 0  | 0                   | 12  | 0    | 0   | 0   | 0  | 12  | 2    | 78  | -76   |

Legenda:

    uczestnicy 1. deild kvinnur sezonu 2016

    kluby nieistniejące, nieposiadające obecnie sekcji piłkarskiej lub te, które zmieniły nazwę
Objaśnienia:
1. AB Argir oraz B36 Tórshavn połączono w 2015 roku w jedną drużynę AB Argir/B36 Tórshavn, jednak klub B36 odłączył się i w kolejnym sezonie występował już oddzielnie.
2. EB Eiði w 1993 roku połączono z ÍF Streymur, tworząc EB/Streymur, jednak żeńską drużynę EB/Streymur powołano sześć lat później. Do tego czasu połączenie obowiązywało jedynie w męskich rozgrywkach. W 2013 roku EB/Streymur połączono ze Skála ÍF, tworząc EB/Streymur/Skála ÍF.
3. Podczas pierwszego sezonu powołano dwie drużyny: GÍ Gøta oraz GÍ II Gøta. GÍ Gøta połączono w 2004 roku na jeden sezon z B68 Toftir, tworząc GÍ Gøta/B68 Toftir. W 2007 roku GÍ Gøta połączył się z LÍF Leirvík, tworząc Víkingur Gøta, a B68 dwa lata później występował wspólnie z NSÍ Runavík, tworząc B68 Toftir/NSÍ Runavík, grający obecnie w drugiej lidze. Víkingur połączono w 2014 roku z ÍF Fuglafjørður i utworzono ÍF Fuglafjørður/Víkingur Gøta.
4. VB Vágur i SÍ Sumba w 1995 roku połączyły się na jeden sezon w Sumba/VB, następnie od 2005 istniały wspólnie, jako VB/Sumba, który w 2010 przekształcono w FC Suðuroy.
5. W 1993 roku kluby MB Miðvágur oraz SÍF Sandavágur połączyły się, tworząc FS Vágar. W 1998 dołączył do nich SÍ Sørvágur. FS Vágar rozpadł się w 2004 na MB, FS Vágar 2004 i SÍ. W 2007 SÍ Sørvágur połączył się ponownie z FS Vágar 2004, tworząc 07 Vestur, jednak w ramach nowego tworu nie przewidziano sekcji żeńskiej.